# 蕭暠
安成恭王蕭暠（468年—491年），字宣曜，中國南北朝時期南齊高帝蕭道成第六子，齊武帝蕭賾之弟。生母任太妃。

## 生平
蕭暠性情清和，多疾病。建元元年（479年），蕭暠初封安成王，除冠軍將軍，戍鎮石頭城，領軍事。建元四年（482年），出任為使持節、都督江州豫州之晉熙諸軍事、南中郎將、江州刺史。永明元年（483年），進號為征虜將軍。明年，又遷為左衛將軍。後來再遷為侍中，領步兵校尉。輾轉為中書令。永明五年（487年），遷為祠部尚書，領驍騎將軍。永明六年（488年）正月，出為南徐州刺史。永明九年（491年），為散騎常侍、秘書監，戍守石頭城。至夏天時薨，死時只得二十四歲。贈撫軍將軍，常侍如故。

## 屬官

### 府佐
冠軍府（480年－482年）
- 王慈，安成王冠軍長史[2]
- 荀伯玉，安成王冠軍司馬[3]
- 沈憲，安成王冠軍參軍[4]
- 袁昂，安成王冠軍行參軍[5]

征虜府（483年－484年）
- 曹虎，安成王征虜司馬[6]

### 國官
安成王國（479年－491年）
- 褚炫，安成王師[7]

## 家庭

### 母
- 任太妃：萧道成的妾室，刘宋泰始四年（468年）生蕭暠，萧道成驾崩後被拜为安成國太妃。

### 子
- 蕭子某[8]，名字、生平不詳，襲封安成郡王[9]。

## 延伸阅读
[在维基数据编辑]
 《南齊書·卷35》，出自萧子显《南齊書》
 《南史/卷43》，出自李延壽《南史》